# Echinorhynchus cinctulus
Echinorhynchus cinctulus är en hakmaskart som beskrevs av Pietro Porta 1905. Echinorhynchus cinctulus ingår i släktet Echinorhynchus och familjen Echinorhynchidae. Inga underarter finns listade i Catalogue of Life.